# Jacob Sprenger
Jacob Sprenger (også Jacobus, Jakob, James) (født 1435 i Rheinfelden; død d. 6. december 1495 i Strassburg) var en tysk inkvisitor, heksejæger og schweizisk præst. Han blev 60 år.